# Maciej Rudoł
Maciej Rudoł (Iława, 27 de junho de 1993) é um jogador de vôlei de praia polaco.

## Carreira
Em 2011, era parceiro de Pawel Pelka na edição do Campeonato Mundial Sub-19 em Umago e terminaram na nona posição, no mesmo ano, ele atuou com Maciej Kosiak no circuito europeu na etapa de Niechorze e nesta finalizaram na vigésima quinta posição e alcançaram a quinta posição no Campeonato Europeu Sub-20 em Tel Aviv. No ano seguinte, estreou no circuito mundial no Aberto de Mysłowice, ao lado de Michał Bryl, e nesta ocasião terminam no vigésimo quinto lugar, na sequência disputou com Maciej Kosiak o Campeonato Europeu Sub-20 em Hartberg e obtiveram a medalha de bronze
Na temporada de 2013, confirma o dueto com Maciej Kosiak e finalizaram em décimo sétimo lugar na etapa Satélite em Antália e em nono nas etapas Satélites de Lausana e Vaduz, alcançaram o quinto lugar na etapa de Novi Sad do circuito europeu, depois, disputaram pelo circuito russo a etapa de Moscou e terminaram na décima terceira posição e no circuito polonês conquistaram o título em Września, o vice-campeonato na etapa de Toruń e o terceiro lugar na etapa final em  Niechorze; ainda nesta jornada, disputaram o circuito mundial, terminaram na quadragésima primeira posição nos Grand Slams  de Haia e Gstaad, estiveram juntos na edição do Campeonato Mundial Sub-23 de 2013 em Mysłowice e conquistaram a nona posição, ainda foram medalhistas de bronze no Campeonato Mundial Sub-21 de 2013 em Umago e também no Campeonato Europeu Sub-22 de 2013 em Varna.
O dueto com Maciej Kosiak permanece pra as competições de 2014, e juntos terminaram em nono lugar no circuito europeu na etapa de Novi Sad, ainda foram campeões da etapa Satélite em Lausana, terminam em sétimo nas etapas Satélites em Antália e Estugarda e no quinto lugar no Satélite de Vaduz, no circuito mundial terminaram em trigésimo terceiro lugar no Aberto de Anapa, vigésimo quinto lugar nos Grand Slams de Stare Jabłonki e São Paulo e o décimo sétimo lugar no Aberto de Xiamen, repetindo esta colocação no Campeonato Europeu de 2014 em Cagliari quando jogou com Bartosz Łosiak, de volta com Maciej Kosiak foram medalhistas de ouro no Campeonato Mundial Sub-23 de 2014 em Mysłowice, e nesta temporada terminaram no circuito nacional em quinto na etapa de Cracóvia e em terceiro lugar na etapa de Poznań, além do quinto lugar no Campeonato Europeu Sub-22 sediado em Fethiye.
Renovou a parceria com Maciej Kosiak conquistaram o quarto lugar na etapa final nacional em Cracóvia, disputaram o circuito mundial de 2015, sendo os melhores resultados, o nono lugar no Aberto de Fuzhou, as décimas sétimas posições nos Abertos de Lucerna e Sóchi, também no Grand Slam de Moscou, disputaram a primeira edição dos Jogos Europeus de 2015 em Baku e finalizaram na nona posição, e repetiram a colocação na etapa de Vilnius pelo circuito EEVZA, conquistaram o bronze no Satélite de Vaduz, título no Satélite de Escópia, as quintas posições no circuito europeu, precisamente nas etapas de Bienna e Milão.
Ainda em 2015,com Maciej Kosiak, terminou em quinto lugar no Aberto de Antália e na décima sétima posição no Aberto de Doha, etapas válidas pelo circuito mundial de 2016, e neste circuito e em 2016, terminaram em quinto na Ilha Kish, no vigésimo quinto lugar nos Abertos de Vitória e Fuzhou, assim como no Major Series de Gstaad, nas nonas colocações nos Abertos de Xiamen e Cincinnati, terminaram ainda em décimo sétimo lugar  no Grand Slam de Olsztyn, mesma posição obtida no Campeonato Europeu de 2016 em Bienna, ainda conquistaram o título do Satélite em Baden e o quinto lugar no de Vaduz, e disputaram o Campeonato Mundial Universitário de Vôlei de Praia em Pärnu e terminaram no décimo sexto lugar.
Em 2017, mudou de parceria e competiu com Jakub Szałankiewicz, com quem terminou na quarta posição pelo circuito nacional na etapa de Mysłowice, juntos disputaram as etapas do circuito mundial, alcançando o vigésimo quinto lugar nos torneios cinco estrelas em Fort Lauderdale e Poreč, também nos torneios três estrelas em Haia e Moscou. Já no torneio três estrelas de Haia, sendo medalhistas de bronze no torneio três estrelas de Xiamen, décimo sétimos colocados nos torneios quatro estrelas do Rio de Janeiro e Olsztyn, além da nona posição no torneio duas estrelas de Espinho, e juntos competiram na edição do Campeonato Europeu de 2017 em Jūrmala e finalizaram na décima sétima colocação.
Iniciou a temporada de 2018 com Kacper Kujawiak, conquistaram o terceiro lugar na etapa nacional em Cracóvia, como também disputaram o circuito mundial, terminando na vigésima quinta posição no torneio quatro estrelas de Haia e no três estrelas da Ilha Kish, após o décimo sétimo lugar no quatro estrelas de Doha, formou dupla com Mateusz Łysikowski obtendo o nono lugar no torneio uma estrela em Aalsmeer e em quinto no Satélite de Göteborg, retomando a dupla ao lado de Kacper Kujawiak e terminaram na vigésima quinta posição no torneio três estrelas de Mersin e em nono no de Lucerna, as vigésimas quintas posições nos torneios quatro estrelas em Ostrava e Varsóvia, décimo sétimo no torneio quatro estrelas em Itapema e ainda terminaram nesta mesma colocação no Campeonato Europeu de 2018 em Haia.
Ainda em 2018, volta a formar dupla com Jakub Szałankiewicz, neste ano disputou duas etapas válidas pelo circuito mundial de 2019, o quinto lugar no quatro estrelas de Yangzhou e o vigésimo quinto lugar no quatro estrelas de Las Vegas, e no ano de 2019, conquistaram o título  da etapa de Zamość  e vice-campeonato  da etapa de Toruń, estas válidas pelo circuito nacional, terminaram na décima sétima posição no quatro estrelas de Haia e no três estrelas de Kuala Lumpur, vigésima quinta colocação no três estrelas de Sydney e no quatro estrelas de Jinjiang e Varsóvia, obtiveram a medalha de ouro no torneio duas estrelas de Aydın, e com Mikolaj Miszczuk terminou na nona posição no três estrelas de Edmonton, e novamente com Jakub Szałankiewicz repetiu o nono lugar no torneio quatro estrelas de Moscou e o quadragésimo primeiro lugar no Finals FIVB World Tour em Roma.  
Em 2020, esteve com Dominik Poznański no circuito mundial, terminaram na décima nona posição no torneio duas estrelas em Phnom Penh e no circuito polonês competiu com Miłosz Kruk e terminaram na terceira posição na etapa de Kołobrzeg,  em nono na etapa de Myślenice e quinto na etapa final em Mysłowice, ainda terminara na décima terceira posição na etapa de Baden pelo circuito austríaco. Iniciou no circuito mundial de 2021 com Mikolaj Miszczuk e finalizaram na trigésima terceira posição no torneio quatro estrelas de Doha, nesta mesma categoria, conquistou a mesma posição com Michał Bryl no primeiro evento em Cancún, já no segundo e terceiro eventos na cidade antes citada, esteve com Jakub Szałankiewicz e terminaram  em nono e no trigésimo terceiro lugares, respectivamente, posteriormente com Mikolaj Miszczuk obteve o segundo lugar na Continental Cup em Baden, e com Jakub Nowak conquistou a medalha de prata no torneio uma estrela de Sófia e finalizou a temporada na trigésima terceira posição no torneio quatro estrelas de Sóchi ao lado de Jakub Szałankiewicz.
No ano de 2022, esteve com Mikolaj Miszczuk  no Challenge de Doha e terminaram na trigésima terceira posição, depois, com Piotr Kantor obteve o quinto lugar no Challenge de Kuşadası, vigésimo primeiro lugar no Elite 16 de Ostrava, décimo sétimo lugar no Elite 16 em Jūrmala, no de Gstaad e Hamburgo,  quarta posição no Challenge de Espinho, conquistaram a nona posição na edição do Mundial de Roma 2022 e também no Campeonato Europeu de 2022 em Munique.
Em 2023, iniciou ao lado de Piotr Kantor, obtendo a nona posição nos Challenges de La Paz (México) e Itapema, o quinto lugar no Challenge de Saquarema, depois formou nova dupla com Paweł Lewandowski e terminaram em segundo lugar na fase de grupos da Continental Cup em Vantaa, no circuito mundial terminaram na trigésima terceira posição nos Challenges de Jūrmala e Espinho, eo décimo terceiro lugar no Future de Varsóvia, já no circuito nacional terminaram em nono em  Olsztyn, e com Bartosz Losiak finalizou em nono na edição do Campeonato Europeu de 2023 em Viena, mesma posição obtida pela dupla na etapa de Stare Jabłonki pelo circuito nacional.

## Títulos e resultados
- 2* de Aydın do Circuito Mundial de 2019
- 1* de Sófia do Circuito Mundial de 2021
- 3* de Xiamen do Circuito Mundial de 2017
- Challenge de Espinho do Circuito Mundial de 2022